# Scarabeo (gioco)
Scarabeo è una variante italiana del più famoso gioco da tavolo Scrabble, pubblicato nel 1954 da Aldo Pasetti (nel libretto è indicato Scarabeo - Milano - Via Sandro Sandri 2 e nella scatola Brevetto 3340/54).
Pasetti venne accusato di violazione del diritto d'autore, ma venne prosciolto il 17 marzo 1961 dalla Corte di appello di Milano e cedette, successivamente, il gioco alla Editrice Giochi.
Il gioco è sostanzialmente analogo  allo Scrabble, ma con alcune differenze caratterizzanti:
- Si gioca su un tabellone di 17x17 caselle, contro le 15x15 dello Scrabble, e si dispone di otto lettere a testa rimpiazzabili sin ad esaurimento, contro le sette a testa di Scrabble. Ha anche 130 tessere  ( 12 per le lettere A-E-I-O , 7 per le lettere C-R-S-T , 6 per le lettere L-M-N , 4 per le lettere B-D-F-G-P-V-U, 2 per le lettere H-Q-Z e per il Jolly a forma di scarabeo) mentre lo Scrabble ne ha 120
- La nuova parola deve sempre incrociarsi con una presente in tavola (avendo perciò almeno una lettera in comune), nello Scrabble si può giocare a "striscio" (ossia la nuova parola, invece che incrociarsi con una precedente, può esservi affiancata, a patto che le sigle risultanti di 2 lettere abbiano senso compiuto).
- Le caselle speciali sono valide sempre, mentre nello Scrabble tali caselle valgono solo la prima volta che vengono usate.
- Il Jolly dello Scrabble non dà punteggio, nello Scarabeo le tessere-Scarabeo assumono il punteggio della lettera di cui prendono il posto; inoltre nello Scarabeo si può prendere lo scarabeo dalla plancia di gioco e sostituirlo con la lettera che rappresenta, mentre nello Scrabble la tessera-jolly non può comunque cambiare identità una volta che ne ha assunta una.
- Il criterio di assegnazione dei bonus è differente: 10 punti se si calano sei lettere, 30 punti se si calano 7 lettere e 50 punti se si calano tutte le lettere, più un bonus di 10 punti se non si è utilizzato il jolly, infine 100 punti se si riesce a scrivere la parola scarabeo (anche al plurale), anche qui con l'eventuale bonus di 10 punti evitando di usare jolly.
- Diverso è anche il vocabolario ammesso nei due giochi: contrariamente allo Scrabble, infatti, nello Scarabeo sono valide la quasi totalità delle sigle (comprese quelle automobilistiche), mentre non sono ammessi i termini arcaici, letterari e poetici anche se lemmatizzati nei dizionari.
- Un giocatore non può modificare una parola per più di 2 volte

Scarabeo è un marchio registrato Editrice Giochi.
La prima edizione esiste anche in versione lusso con scatola in legno dove è indicato sempre il numero brevetto del 1954. Le istruzioni, contenenti anche il vocabolario (assente nell'edizione base), portano la data effettiva di uscita di Novembre 1955.
L'edizione lusso ha il coperchio rosso al contrario della base che lo ha blu.
Messa in vendita in poche centinaia di pezzi.